# هولي هنتر
هولي هنتر (بالإنجليزية: Holly Hunter)‏ ممثلة أمريكية من مواليد 20 مارس 1958، حاصلة على جائزة الأوسكار 1993 كأفضل ممثلة عن دورها في فيلم البيانو، وحصلت بنفس الدور على جائزة الغولدن غلوب 1993 كأفضل ممثلة وجائزة معهد الفيلم الأسترالي 1993 كأفضل ممثلة في دور رئيسي، كما حصلت على جائزة الإيمي كأفضل ممثلة مرتين.

## طفولتها وبداية المهنة
ولدت هولي هنتر في كونيرز، جورجيا في الولايات المتحدة الأميركيه، وهي الإبنه السابعة والصغرى. والداها شجعاها على التمثيل في سن مبكره، فكان دورها وظهورها لأول دور «سوفي» في " The Burning ".
في عام 1976 قصدت جامعة كارنيغي ميلون لنيل شهاده التمثيل، وبعد تخرجها في عام 1980 قصدت نيويورك حيث ألتقت بكاتب المسرحيات " Beth Henley " في أحد المصاعد، وحصلت على عدة أدوار في مسرحياته بما فيهم " Crimes of the Heart " و" The Miss Firecracker Contest ".

## أفلام وأدوارها
في عام 1982 قصدت لوس أنجلس.. وبعدها حصلت على أول أدوارها الرئيسية في فيلم " Raising Arizona " مع النجم
نيكولاس كيج للأخوين كوين.. يحكي عن مجرم سارق يتزوج بشرطية.. وأدت فيه هولي دورا رائعا.
وبعدها قامت بأداء أدوار متنوعه منها في" Broadcast News " حيث لاقت إعجاب الكثير من النقاد في قصة منتجة أخبار فاشله " Jane Craig " تعجب بمراسلها الجديد " Tom Grunnick " الذي يقوم بإذاعة الأخبار وتنقصه معرفة خفايا الأخبار، و" Aaron Altman " مراسل موهوب وعادي يحمل مشاعر يتبادلها مع " Jane " مالذي قد يحدث عندما تتغير المشاعر.. وتبدأ نار الغيرة.. فيلم من إخراج " James L. Brooks ".
ثم أتبعته في " Always " لـ ستيفن سبيلبرغ في دورا رائع.. رغم أن الفيلم لم ينل أي ترشيح للأخراج أو التمثيل
إلا أنه رائع، حيث يحكي قصة تلك المرأة المحبة لـ " Pete Sandich " الذي يتوفى نتيجة لظروف عمله..
وتأتي دفعه من الطلاب للتدرب على طيران الطوارئ، ومن بينهم شاب يدعى " Ted Baker " وتكون روح
" Pete Sandich " هي المسؤوله عن تدريبه، وما يلبث أن يقع الشاب " Ted " في حب " Dorinda "
وتحتار دوريندا هل تبقى على حب " Pete " أم تحب من جديد " Ted "
وفي عام 1993 قدمت دور من أجمل أدوارها في فيلم البيانو في قصة المرأة البكماء " Ada McGrath " والتي تزوجت من شخص موسيقي
وتكون الثمرة هي طفله وما أن يتوفى زوجها حتى يزوجها والدها من نيوزلندي ثري يدعى " Alisdair Stewart "
وتذهب إلى نيوزيلندا لتلاقي زوجها الذي كرهته لرفضه «البيانو»، دور رشحت عنه ولثاني مره لجائزة الأوسكار
وفازت به، وأيضا فازت بعدة جوائز أخرى كجائزة القولدن قلوب و«Best Actress في Cannes»
وفي نفس السنة أيضا رشحت لأفضل ممثلة مساعدة عن فيلم " The Firm " لأدائها الرائع والذي يحكي عن طالب قانون يدعى
" Mitch McDeere " يحصل على عروض قوية.. من عدة شركات المحاماة في " New York. Chicago "
لكنه يختار شركة محاماة صغيرة في ممفيس.. مع الزوجة " Abby McDeere "، فقد كان عام 1993 عاما مميزا لها.
وبعد سنتين من الغياب ظهرت في فيلم جيد مع «سيغورني ويفر» في فيلم " Copycat " و
" Home for the Holidays " مع «روبرت داوني جونير.» ودور ثانوي جيد في " A Life Less Ordinary ".
وأتبعته بدور رائع في " Living Out Loud ".
وفي عام 2000 قدمت أجمل دور في فيلم " Things You Can Tell Just By Looking At Her " من بين جميع تلك
الأدوار التي ظهرت في الفيلم بتلك المرأة المحتارة هل تحتظ بجنينها وذلك لتقدمها في العمر وقد تكون فرصتها الأخيرة،
أم تقوم بإسقاطه وذلك من أجل حبيبها، وحيث رشحت في لجائزة الايمي ولكنها لم تفز بها.
ثم ظهرت في فيلم " Thirteen " حيث رشحت لجائزة الأوسكار وعدة جوائز أخرى كـ " غولدن غلوب، SAG، بافتا وBroadcast Film
للنقاد " في قصة فتاة في الثالثة عشر من عمرها علاقتها مع أمها تقع تحت الأختبار عندما تكتشف
أنها تتعاطى المخدارات، الجنس، وجريمة في الشركة وإزعاج أفضل أصدقائها..
وفي عام 2004 ظهرت في اليداية في فيلم أقل من المتوسط " Little Black Book " مع " Brittany Murphy "،
وعوضت ذلك بظهور صوتها فقط في الفيلم الرئع " The Incredibles " ويحكي قصة الرجل المذهل " Bob Parr "
الذي يتزوج مع المرأة المطاطية " Helen Parr " ولكن مع حدوث مشكله مع مواطن عادي حيث قام
المواطن بإتهام الرجل المذهل بمحاولة قتله تتغير الأمور، فيلم رائع أنيميشن فائز بالأوسكار.

## مواقع خارجية
- هولي هنتر على موقع IMDb (الإنجليزية)
- هولي هنتر على موقع الموسوعة البريطانية (الإنجليزية)
- هولي هنتر على موقع مونزينجر (الألمانية)
- هولي هنتر على موقع ألو سيني (الفرنسية)
- هولي هنتر على موقع ميوزك برينز (الإنجليزية)
- هولي هنتر على موقع تيرنر كلاسيك موفيز (الإنجليزية)
- هولي هنتر على موقع أول موفي (الإنجليزية)
- هولي هنتر على موقع بوكس أوفيس موجو (الإنجليزية)
- هولي هنتر على موقع قاعدة بيانات برودواي على الإنترنت (الإنجليزية)
- هولي هنتر على موقع قاعدة بيانات الأفلام السويدية (السويدية)